# Euroopera

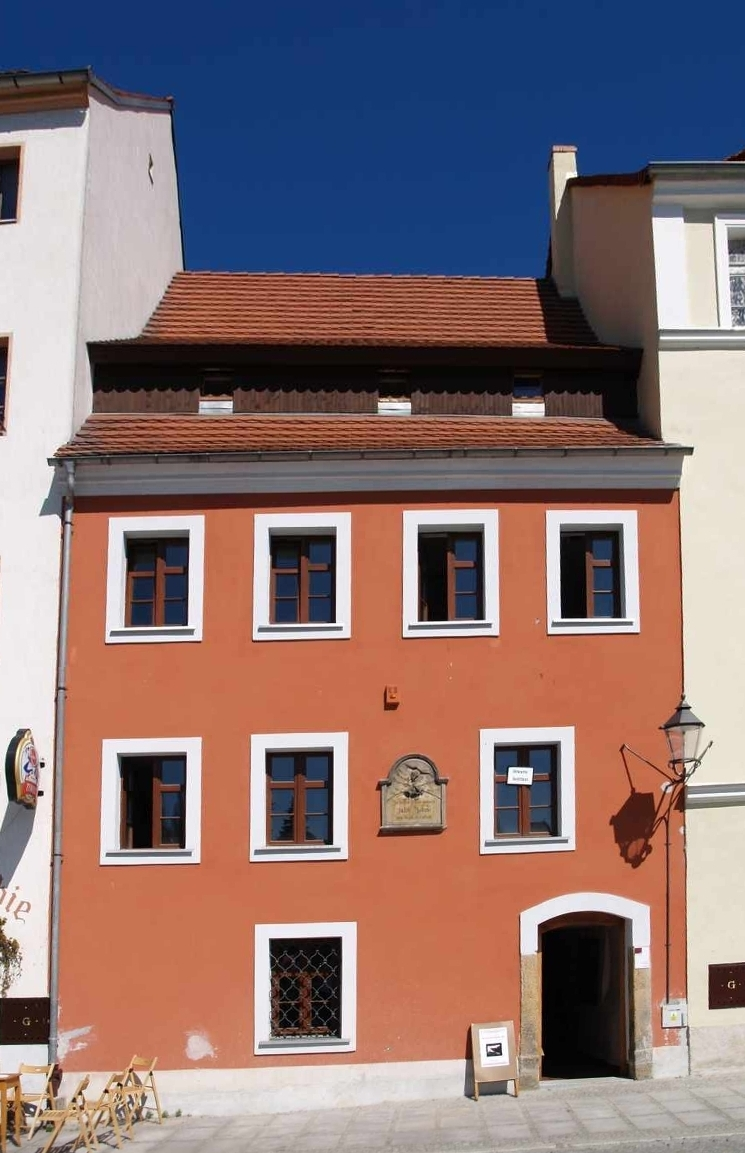
Das Jakob-Böhme-Haus in Zgorzelec

Polskie Stowarzyszenie EUROOPERA (deutsch: Polnischer Verein EUROOPERA) war eine nichtstaatliche Organisation, die an der deutsch-polnischen Grenze in Zgorzelec und Görlitz wirkte. Sitz war das Jakob-Böhme-Haus in der Neißevorstadt.
Die Gründung des Vereins geht auf Wolf-Dieter Ludwig, Direktor des Musiktheaters in Görlitz, zurück. Er wollte eine Philharmonie aufbauen, die das polnische und das deutsche Neißeufer verbinden sollte. Gleichzeitig sollte das Gebäude eine Brücke zwischen beiden Städten sein, die durch die Lausitzer Neiße und die Ländergrenze geteilten sind. Aufgrund formeller Schwierigkeiten konnte das Projekt jedoch nicht realisiert werden.
Schwerpunkt eines neuen Projektes war ein kulturelles Zentrum um das Jakob-Böhme-Haus auf der polnischen Seite der Europastadt. Das Hauptziel war die Rettung der Altstadt in Zgorzelec. Es bildeten sich Gruppen auf beiden Seiten der Grenze, die 1994 mit der Vorbereitung des Projektes begannen. Die Idee blieb schließlich wieder unrealisiert. Es wurde von den Bürgern jedoch ein Verein gebildet.
Der Verein unterstützt vor allem Kultur, Wissenschaft und gesundes Leben in Zgorzelec und Umgebung.
Die Vereinsarbeit umfasste unter anderem:
- Renovierung des Jakob-Böhme-Hauses
- Einrichtung der Jakob-Böhme-Gedenkstube
- Bau des WAZE-Basreliefs auf der Dreiradenmühle in Zgorzelec
- Wiedererrichtung der Distanzsäule der polnisch-sächsischen Post
- Gründung eines Verlags
- Veranstaltung von Ausstellungen, Begegnungen, Vorlesungen.